# Hazelton Township (Kansas)
Hazelton Township ist eine Township im Barber County im US-Bundesstaat Kansas. Das U.S. Census Bureau hat bei der Volkszählung 2020 eine Einwohnerzahl von 105 ermittelt.

## Geografie
Das Hazelton Township liegt im Süden von Kansas nahe der Grenze zu Oklahoma und hat eine Gesamtfläche von 190 km². Davon sind 189,4 km² Land- und 0,6 km² Wasserfläche. In der Township liegt die City Hazelton und die Seen Harqis Lake und Spicer Lake.